# Wanghu Sim Cheong
Wanghu Sim Cheong (왕후심청?, 王后沈淸?, Wanghu Sim CheongLR, titolo internazionale Empress Chung) è un film d'animazione del 2005 diretto da Nelson Shin.
Prodotto dalla Corea del Nord e dalla Corea del Sud, è basato sul racconto popolare Simcheongjeon.

## Trama
Una figlia, Sim Cheong, si sacrifica per far recuperare la vista al padre cieco.

## Produzione
Shin passò otto anni per portare a termine il suo progetto, di cui tre anni e mezzo per la pre-produzione. Il film venne prodotto dallo studio nordcoreano SEK e la colonna sonora venne registrata a nord dalla Pyongyang Film and Broadcasting Orchestra. In una maniera insolita nel cinema coreano, i personaggi vennero doppiati sia in dialetto nordcoreano che sudcoreano, privilegiando quest'ultimo per la distribuzione internazionale.

## Distribuzione
Il 12 agosto del 2005, Wanghu Sim Cheong divenne il primo film ad essere distribuito simultaneamente in tutta la penisola coreana. La pellicola venne presentata nel 2004 all'Annecy International Animation Festival, e ricevette numerosi premi in madrepatria.
Il film incassò solo 140 000$ durante il weekend di apertura a fronte di un budget di 6,5 milioni $, continuando la scia di film dai bassi introiti prodotti per il mercato coreano.